# David Wiesner

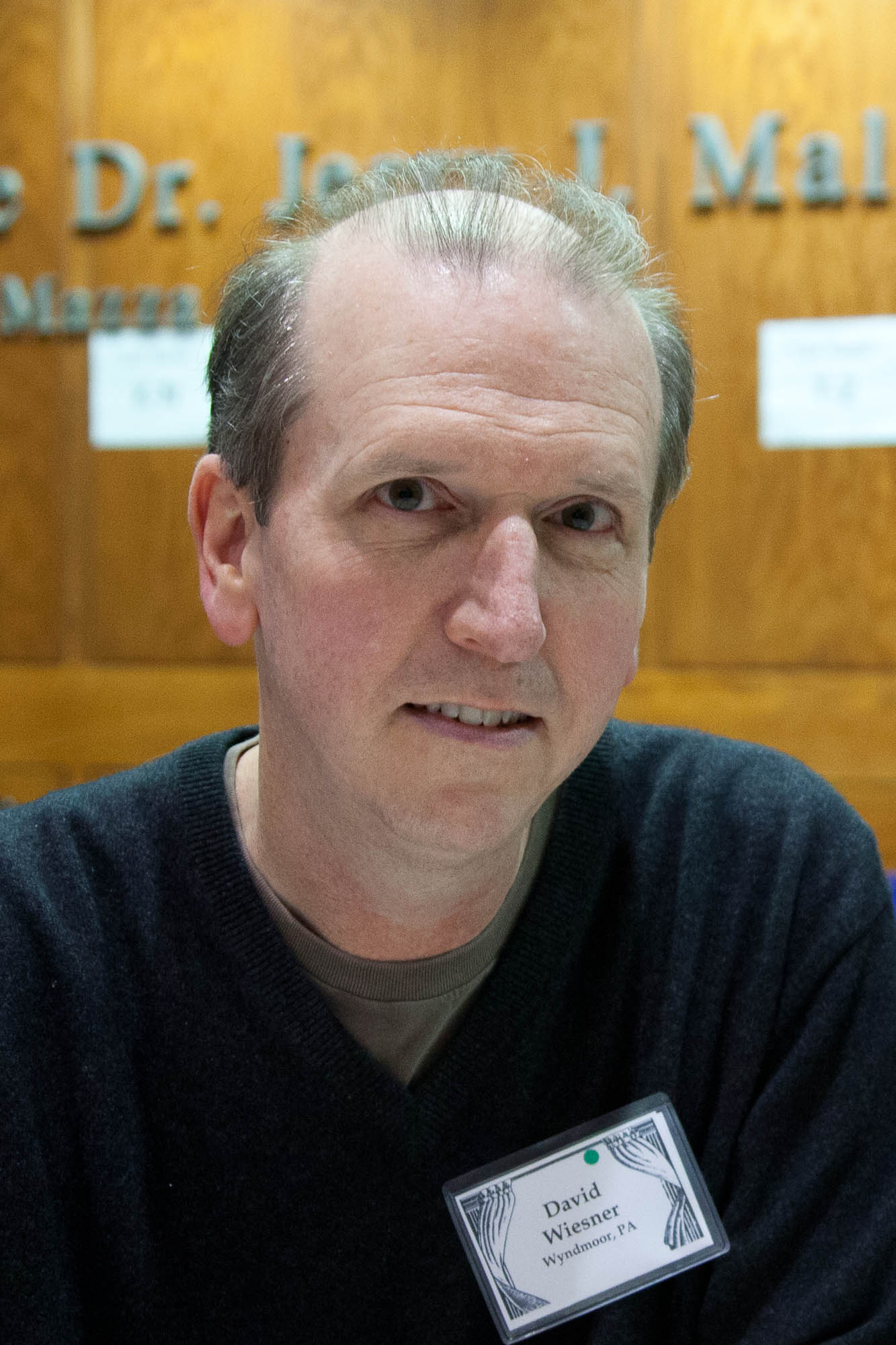
David Wiesner

David Wiesner (* 5. Februar 1956 in Bridgewater, New Jersey) ist ein US-amerikanischer Illustrator und Schriftsteller.

## Leben
Wiesner graduierte an der Rhode Island School of Design 1978 mit einem Bachelor of Fine Arts in Illustration. 1980 erschien mit Honest Andrew von Gloria Skurzynski das erste von ihm illustrierte Buch. Wiesner ist einer der beiden Autoren, die bislang die Caldecott Medal dreimal erhalten haben. 2015 wurde er mit dem Deutschen Jugendliteraturpreis in der Sparte Bilderbuch ausgezeichnet.
David Wiesner lebt mit seiner Frau Kim Kahng und seinen beiden Kindern in Milwaukee/Wisconsin.

## Auszeichnungen
- 1992: Caldecott Medal in Gold, für Tuesday
- 2002: Caldecott Medal in Gold, für The Three Pigs
- 2007: Caldecott Medal in Gold für Flotsam
- 2015: Deutscher Jugendliteraturpreis in der Sparte Bilderbuch, für Herr Schnuffels

## Werke (Auswahl)
- Tuesday
- The Three Pigs (dt. Die drei Schweine)
  - Buch des Monats Institut für Jugendliteratur April 2002
  - nominiert für den Deutschen Jugendliteraturpreis
- Flotsam (dt. Strandgut)
  - Buch des Monats Institut für Jugendliteratur Mai 2007
  - Luchs des Monats April 2007
- Art & Max.
  - dt. Art & Max. Carlsen, Hamburg 2011, ISBN 978-3-551-51763-0.
- Herr Schnuffels, März 2014.